# Leksikon zagonetača Jugoslavije
Leksikon zagonetača Jugoslavije (pokrata: LZJ) pionirsko je zagonetačko leksikografsko djelo u hrvatskim i jugoslavenskim okvirima autora Stjepana Horvata u izdanju bjelovarskog »Čvora«. Leksikon je uredio Boris Antonić, a tiskala NIŠRO »Prosvjeta« 1979. u osamsto primjeraka. Uz 1137 životopisa hrvatskih i jugoslavenskih zagonetača, Lekiskon donosi i cjeloviti popis njihovih pseudonima.
Među zagonetačima su se u Leksikonu našli i Marko Marulić, autor unakrsnih rečenica, Pavao Ritter Vitezović, sastavljač premetaljki, kao i August Šenoa, Ivan Trnski, Petar Preradović, Antun Barac, Ivan Goran Kovačić, Valentin Vodnik, Oton Župančič, Jovan Jovanović Zmaj i brojni drugi književnici i javnici koji su dali doprinos zagonetaštvu.
Uz Horvata i Antonića, radom na Leksikonu istakli su se Slavko Peleh, Vladimir Šarić i Drago Bajt. LZJ je potaknuo izdavanje niza sličnih publikacija, poput Adresara zagonetača Jugoslavije, Istaknutih enigmata Jugoslavije, Zagonetaštva varaždinskog kraja, Bibliografije enigmatike i dr.